# HD 37124
HD 37124 è una stella situata nella costellazione del Toro, distante dalla terra 108 anni luce e di magnitudine apparente +7,68. Attorno ad essa orbitano tre pianeti.

## Caratteristiche fisiche
HD 37124 è una  nana gialla di classe spettrale G4 V, lievemente più piccola del Sole: la sua massa è infatti 0,83 volte quella solare e il suo raggio 0,82 volte quello della nostra stella. La sua luminosità (0,84 L) è lievemente inferiore rispetto a quella solare. Non pare esserci accordo sull'età della stella; se Korinski E Zucker la stimano di 3,3 miliardi di anni, inferiore a quella del Sole, Takeda et al. nel 2007 la stima superiore ai 10 miliardi di anni, mentre Valenti nel 2005 la stima di quasi 12 miliardi di anni. In molte pubblicazioni del resto appare catalogata come di classe G4IV-V, come una stella che stia passando nella fase di subgigante per essere ormai prossima ad aver terminato l'idrogeno nel suo nucleo da fondere in elio.

## Il sistema planetario

Raffronto tra le dimensioni dei pianeti e quelle della stella madre.

Al 2005 sono noti in orbita attorno alla stella tre pianeti extrasolari giganti gassosi; è uno dei pochi sistemi orbitanti attorno alle nane gialle in cui non si trovino pianeti gioviani caldi. Annunciato nel 1999, il primo pianeta (HD 37124 b) fu scoperto vicino al limite più interno della zona abitabile, motivo per il quale si ritiene che abbia un'insolazione simile a quella che Venere riceve nel nostro sistema solare. Con una temperatura d'equilibrio di circa 320 K, considerando un'albedo pari a 0,3, potrebbe essere troppo caldo, visto che una eventuale presenza di un'atmosfera riscalderebbe eccessivamente il pianeta. Il secondo pianeta, HD 37124 c, fu scoperto nel 2002, poco più all'esterno della zona abitabile, ma a una distanza dalla stella madre che gli consente un'insolazione più bassa che quella di Marte nel sistema solare. In questo caso la temperatura d'equilibrio risulterebbe, da calcoli teorici, sempre senza considerare la presenza di un'atmosfera, attorno ai -90 °C. Il terzo pianeta, HD 37124 d, fu individuato nel 2005, ed orbita anch'esso all'esterno della zona abitabile, ricevendo un'insolazione affine a quella di Giove.

## Prospetto
Segue un prospetto delle componenti del sistema planetario di HD 37124.

Orbite intorno a HD 37124

| Pianeta | Tipo            | Massa    | Periodo orb. | Sem. maggiore | Eccentricità | Scoperta |
| ------- | --------------- | -------- | ------------ | ------------- | ------------ | -------- |
| b       | Gigante gassoso | ≥0,64 MJ | 154,5 giorni | 0,53 UA       | 0,054        | 1999     |
| c       | Gigante gassoso | ≥0,62 MJ | 844 giorni   | 1,64 UA       | 0,125        | 2002     |
| d       | Gigante gassoso | ≥0,68 MJ | 2245 giorni  | 3,62 UA       | 0,16         | 2005     |